# Caro Totò, ti voglio presentare...
Caro Totò, ti voglio presentare... è stato un programma televisivo italiano condotto da Renzo Arbore e andato in onda in quattro puntate su Rai 1 dal 16 dicembre 1992 al 2 gennaio 1993.

## Produzione
Scritto da Renzo Arbore, Ugo Porcelli e Carlo Molfese e diretto dallo stesso Arbore e da Rita Vicario, il programma, girato negli studi di Cinecittà, fu realizzato in occasione del 25° anniversario della scomparsa di Totò.
La scenografia circolare era arredata con quattro salotti dove trovavano posto tre generazioni: i bambini, i ragazzi, gli adulti e coloro che avevano conosciuto e lavorato con l'attore napoletano. Al centro stava l'Orchestra di musica italiana, curatori delle musiche, ridenominata P.C.S.T.T. (Prima Che Sia Troppo Tardi). Venivano proposti interviste e spezzoni di film in forma di omaggio.
Tra gli ospiti della trasmissione si segnalano Alberto Sordi, Silvana Pampanini, Gianni Agus, Pietro De Vico, Anna Campori, Aroldo Tieri, Corrado, Franca Faldini, Liliana De Curtis, Aldo Giuffré, Gigi Proietti, Galeazzo Benti, Mario Monicelli, Ninetto Davoli, Carlo Croccolo, Vittorio Marsiglia, Isa Barzizza e numerosi altri.
Inizialmente, le puntate dovevano essere due; inoltre, il programma ebbe dei ritardi dovuti a difficoltà produttive. Numerosi furono anche i titoli provvisori della trasmissione, tra cui Morto un Totò, non se ne fa un altro, Totò si nasce e lui, modestamente, lo nacque, È morto Totò, viva Totò, Totò, l'homme e l'artiste e Quelli di Totò.